# 多項係数

パスカルの三角錐を5段目まで描いたもの。側面（橙色の格子）は何れもパスカルの三角形になっている。矢印は、1つ上の段から和を取ることを表している。

数学における多項係数（たこうけいすう、英: Multinomial coefficient）は二項係数を一般化したものである。

## 定義
非負整数列 k1, k2, …, kr および n = k1 + k2 + … + kr に対して、多項係数が定義される。
多項係数を直接表示すると
{\displaystyle {\binom {n}{k_{1},k_{2},\dotsc ,k_{r}}}:={\frac {n!}{k_{1}!\dotsm k_{r}!}}}
となる。ここに x! は x の階乗を表す。
多項係数は帰納的に表すこともできる：
{\displaystyle {\binom {n}{k_{1},\cdots ,k_{r}}}:={\binom {n-1}{k_{1}-1,k_{2},\cdots ,k_{r}}}+\cdots +{\binom {n-1}{k_{1},\cdots ,k_{r-1},k_{r}-1}}}
多項係数は整数となる。したがって、多項係数を規則的に並べていくと r-単体となる（パスカルの単体。r = 3 のときについてはパスカルの三角錐を参照）。
多項係数は二項係数を用いて
{\displaystyle {\binom {k_{1}+k_{2}+\dotsb +k_{r}}{k_{r}}}{\binom {k_{1}+k_{2}+\dotsb +k_{r-1}}{k_{r-1}}}\cdots {\binom {k_{1}}{k_{1}}}=\textstyle \prod \limits _{i=1}^{r}{\dbinom {\sum \limits _{s=1}^{i}k_{s}}{k_{i}}}}
と表すこともできる。

## 応用と解釈

### 多項定理
二項定理の拡張である、多項定理と呼ばれる等式
{\displaystyle (x_{1}+\dotsb +x_{r})^{n}=\textstyle \sum \limits _{k_{1}+\dotsb +k_{r}=n}{\dbinom {n}{k_{1},\dotsc ,k_{r}}}\cdot {x_{1}}^{k_{1}}\dotsm {x_{r}}^{k_{r}}}
が成立する。特に x1 = x2 = … = xr = 1 と置くことにより
{\displaystyle r^{n}=\textstyle \sum \limits _{k_{1}+\dotsb +k_{r}=n}{\dbinom {n}{k_{1},\dotsc ,k_{r}}}}
が得られる。

### 多項分布
多項係数の応用として、多項分布
{\displaystyle P(X_{1}=k_{1},X_{2}=k_{2},\dotsc ,X_{r}=k_{r})={\binom {n}{k_{1},\dotsc ,k_{r}}}\cdot p_{1}^{k_{1}}\cdot {p_{2}}^{k_{2}}\dotsm {p_{r}}^{k_{r}}}
は離散確率変数に関する確率分布である。

### 組合せ論的解釈

#### 組み分け問題
多項係数 (n
k1, k2, …, kr) は n 個の対象を r 個の区別のつく箱に分けて入れるとき、各 i 番目の箱に ki 個だけの対象が含まれるように入れる方法の総数である。

#### 重複置換の問題
多項係数 (n
k1,k2,…,kr) は、1 ≤ i ≤ r に対して各々ちょうど ki 個の区別不能な対象が含まれる n 個の対象の置換の総数にも等しい。
例
問い. MISSISSIPPI の文字を並べ替えて得られる「語」は相異なるものが全部でいくつあるか？
この11文字の並べ替えの総数を数える必要があるが、一種類目の文字 M が 1 個 (k1 = 1), 二種類目の文字 I が 4 個 (k2 = 4), 三種類目の文字 S が 4 個 (k3 = 4), 残りは P が 2 個 (k4 = 2) であるから、多項係数
{\displaystyle {\binom {11}{1,4,4,2}}={\frac {11!}{1!\cdot 4!\cdot 4!\cdot 2!}}=34650}
が答えを与える。これと対照的に、もし11文字全てが区別可能であったならば、その総数は 11! = 39,916,800 とずっと多くなる。

## パスカルの単体
二項係数に対するパスカルの三角形の類似対応物として、r-変数の多項係数にも幾何学的な図形（単体）が対応し、パスカルの r-単体と呼ばれる。r = 3 のときは特に、三項係数に対するパスカルの三角錐と呼ばれる。